# Botschaft der Republik Irak (Bonn)
Die Botschaft der Republik Irak in der Bundesrepublik Deutschland (bis 1958 Königlich Irakische Botschaft) hatte von 1953 bis 2002 ihren Sitz in Bonn. Das zuletzt als Kanzleigebäude der Botschaft dienende Gebäude, vormals nur als Residenz des Botschafters genutzt, liegt im Ortsteil Friesdorf an der Annaberger Straße (Hausnummer 289). 2015 wurde dort wieder eine Außenstelle der Botschaft eingerichtet.

## Geschichte
Nach der in Folge der Beendigung des Kriegszustands zwischen beiden Ländern am 12. April 1951 ermöglichten Aufnahme diplomatischer Beziehungen zur Bundesrepublik Deutschland am 19. September 1953 eröffnete der Irak eine Gesandtschaft am Regierungssitz Bonn. Sie hatte vorläufig ihren Sitz im Rheinhotel Dreesen in Bad Godesberg (Stand: März 1954), anschließend (Stand: September 1954) in der Bonner Südstadt  (Am Hofgarten 1–2). 1957 wurde die Gesandtschaft in eine Botschaft umgewandelt. Die im Jahre 1958 kurzzeitig bestehende Arabische Föderation zwischen Irak und Jordanien hatte keine Auswirkungen auf die Botschaft. Bis 1958 zog die Kanzlei der Botschaft innerhalb der Südstadt an die Argelanderstraße 4 um, der Kulturattaché hatte (Stand: 1960) seinen Sitz an der Argelanderstraße 1. Bis 1962 wurde sie an die Koblenzer Straße 110 (heute Adenauerallee) verlegt, der Kulturattaché war weiter an der Argelanderstraße 1 beheimatet. Bis 1965 wurde die Botschaftskanzlei an die Viktoriastraße 27 (mit Konsularabteilung) in Bad Godesberg, den damaligen räumlichen Schwerpunkt der diplomatischen Vertretungen, verlegt; zu diesem Zeitpunkt befand sich die Militärabteilung an der Rubensstraße 4 im Bad Godesberger Ortsteil Hochkreuz und die Kulturabteilung in Beuel (Gottfried-Claren-Straße 2).  Am 12. Mai 1965 brach der Irak in Folge der Anerkennung Israels durch die Bundesrepublik Deutschland die diplomatischen Beziehungen zur Bundesrepublik ab. Anschließend nahm die Botschaft der als Schutzmacht für den Irak auftretenden Schweiz vom bisherigen Standort der irakischen Botschaft aus mit einer „Abteilung für irakische Interessen“ (Schutzmachtvertretung) die Geschäfte für das Land wahr. Die Schutzmachtvertretung zog bis 1968 an die Coburger Straße 19 im Bonner Ortsteil Gronau um. Die Schweiz wurde zuletzt (Stand: 1973) als Schutzmacht von der Republik Afghanistan abgelöst; der Standort der Vertretung blieb unverändert.

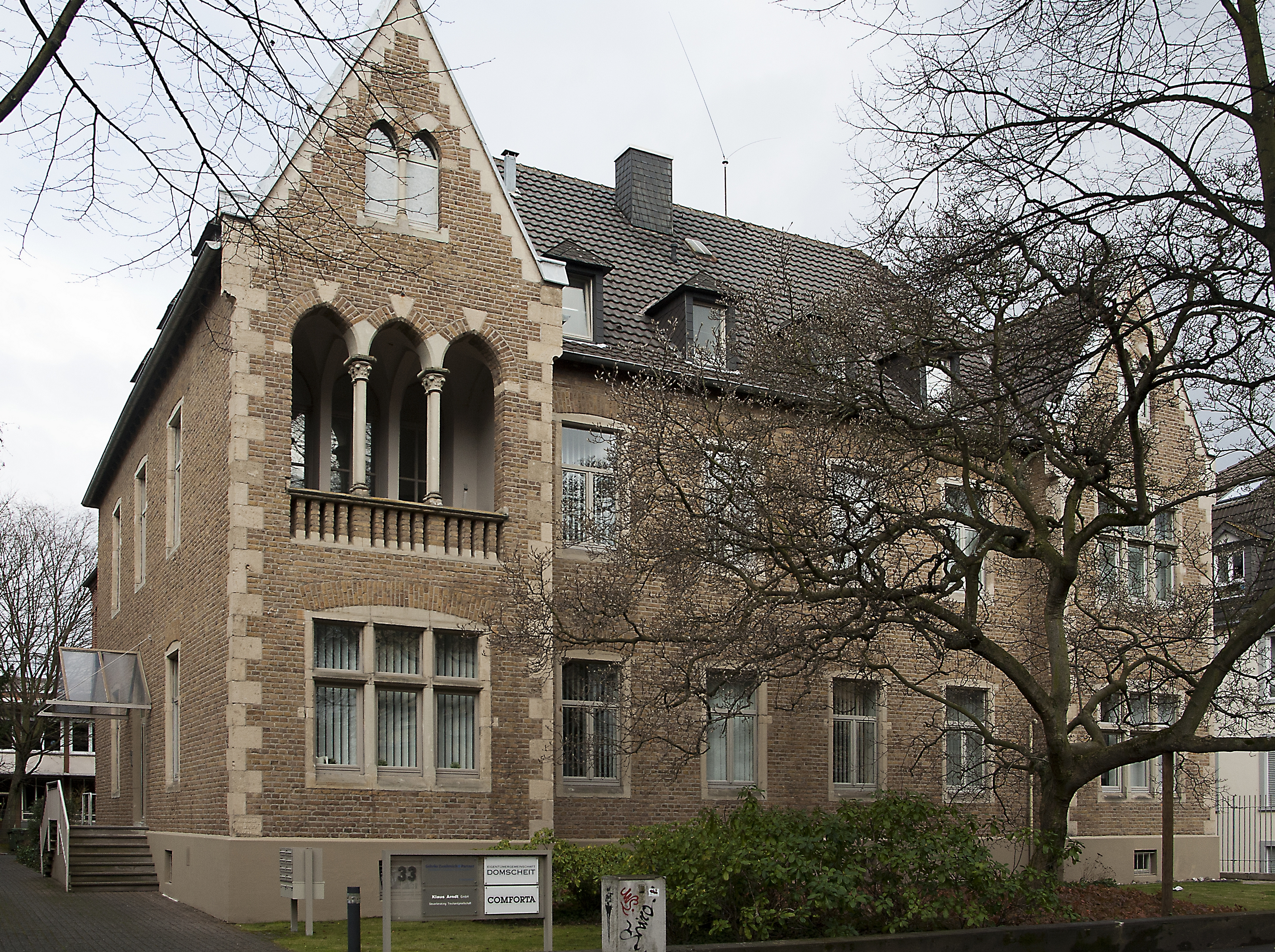
Dürenstraße 33, Sitz der Botschaftskanzlei von Mitte der 1980er-Jahre bis Mitte der 1990er-Jahre (2012)

Am 28. Februar 1974 erfolgte die Wiederaufnahme diplomatischer Beziehungen zwischen dem Irak und der Bundesrepublik. Die neu eröffnete irakische Botschaft nahm ihren Sitz im Godesberger Villenviertel (Hohenzollernstraße 12), der Militärattaché war im selben Ortsteil an der Jahnstraße 10 (heute Jahnallee) beheimatet. Als Residenz der Botschaft, Wohnsitz des Botschafters, diente von spätestens 1963 bis 1974/75 das Schloss Bornheim in der gleichnamigen Stadt nordwestlich von Bonn, anschließend ein vom Irak zu diesem Zweck erworbenes Anwesen mit einer Grundstücksfläche von 11.964 m² und einer Wohnfläche von 634 m² im Bad Godesberger Ortsteil Friesdorf (Annaberger Straße 289). Im August 1980 tauschte der Irak einen Teil seines Botschaftspersonals in Bonn aus. Die Botschaftskanzlei zog bis 1981 zurück in die Bonner Südstadt (Lennéstraße 1) und wurde 1985/86 erneut in das Godesberger Villenviertel (Dürenstraße 33) verlegt. Sie war mindestens bis Ende der 1980er-Jahre eine Schaltzentrale für Rüstungsgeschäfte des Iraks mit deutschen Waffenherstellern, darunter Degussa, Ferrostaal und MAN. Im Zweiten Golfkrieg im Januar 1991 wurden 28 irakische Diplomaten aus Deutschland ausgewiesen. In Folge des mit Beginn des Zweiten Golfkriegs erlassenen UN-Embargos und der damit für den Irak verbundenen Finanzengpässe erschienen die Mietkosten für die Liegenschaft Dürenstraße 33 nicht mehr bestreitbar, sodass die Botschaftskanzlei nach 1994 in die bisherige Residenz des Botschafters im Ortsteil Friesdorf (Annaberger Straße 289) verlegt wurde.
In Folge der Verlegung des Regierungssitzes nach Berlin (1999) zog die irakische Botschaft im Juli 2002 mit zuletzt acht Angehörigen dorthin um. Das bisherige Kanzlei- und Residenzgebäude der Botschaft im Ortsteil Friesdorf stand nun leer. Im Oktober 2010 bot die irakische Botschaft im Auftrag ihrer Regierung die Immobilie zur Vermietung an. 2015 wurde in dem Gebäude wieder eine Außenstelle der irakischen Botschaft mit dem Konsularbezirk Nordrhein-Westfalen eingerichtet (Stand: März 2018).